# Eremiaphila braueri
Eremiaphila braueri är en bönsyrseart som beskrevs av Krauss 1902. Eremiaphila braueri ingår i släktet Eremiaphila och familjen Eremiaphilidae. Inga underarter finns listade i Catalogue of Life.